# Hertstraat
De Hertstraat is een straat in Deurne (België). De straat is een van de verschillende stegen die aan beide zijden van de Turnhoutsebaan werden gebouwd als uitbreiding van Deurne-Dorp in de 15e eeuw. De straat is gelegen tussen de Turnhoutsebaan en het Rivierenhof. 
Het huidig stratenpatroon dateert echter uit de late 19e eeuw. De straat bestaat uit arbeiderswoningen met maximaal twee bouwlagen, die vaak gegroepeerd werden gebouwd. De huizen waren oorspronkelijk opgetrokken in hout, omdat ze binnen het schootsveld lagen van de Brialmontvesting, zodat ze in geval van oorlog snel zouden kunnen worden afgebroken. Pas vanaf 1903 mocht in steen worden gebouwd.
De naam van de straat is afgeleid van 16de-eeuwse herberg Café Den Witten Hert. 
Op de hoek met de Turnhoutsebaan ligt het voormalig gemeentehuis van Deurne, gebouwd in 1878-1880. Het gebouw wordt momenteel gebruikt door het vredegerecht en het EWT-Theater. Verderop de straat ligt de voormalige Brouwerij De Ridder, die werd opgericht in 1887.